# Front Islàmic d'Alliberament Moro
El Front Islàmic d'Alliberament Moro (Moro Islamic Liberation Front, MILF) és un moviment nacional dels moros del sud de les Filipines.

## Antecedents

### El Front d'Alliberament Nacional Moro
Després de la massacre de Jabidah el 1968, el 1969, estudiants moro que estudiaven a la Universitat de les Filipines, Egipte i al Pròxim Orient, que intentaven crear una nació musulmana independent al sud de les Filipines van establir clandestinament el Front d'Alliberament Nacional Moro (MNLF), que va obtenir el suport de Moammar al-Gaddafi i del governador de Sabah, Malàisia, que subministraven armes i formació. El MNLF va participar en atacs i el govern de Manila va enviar tropes al sud de les Filipines per controlar la insurrecció.

### Acord de Tripoli de 1976
El 1976, Moammar al-Gaddafi va negociar una negociació entre el govern de les Filipines i el líder del MNLF, Nur Misuari, que va conduir a la signatura de l'Acord de Tripoli MNLF-GRPH de 1976, en què el MNLF va acceptar l'oferta de semi-autonomia del govern filipí de les regions en disputa.
L'Acord de Tripoli reconeixia implícitament l'MNLF com a representant oficial dels musulmans filipins i li atorgava l'estatus bel·ligerant. L'alto el foc va entrar en vigor a finals de gener de 1977 i en general va tenir èxit durant uns nou mesos. Les converses es van iniciar al febrer sobre la implementació de l'acord de pau, i molt aviat es van trencar per interpretacions molt divergents dels termes clau de l'acord. Les converses es van iniciar al febrer sobre la implementació de l'acord de pau, i molt aviat es van trencar per interpretacions molt divergents dels termes clau de l'acord i Marcos va procedir a "implementar" l'Acord de Trípoli en els seus propis termes. Nur Misuari, cap del Front d'Alliberament Nacional Moro, va rebutjar dirigir el govern provisional autònom, i el president filipí Ferdinand Marcos va nomenar un govern provisori que va organitzar el referèndum boicotejat pels partits moros, car tot i que l'acord establia l'autonomia per 13 províncies però pel govern va voler referèndum sabent que la població de moros era minoria en moltes degut a la forta emigració dels pobladors del nord. Després del referèndum es van crear dos petites regions autònomes (una a Mindanao Occidental i Sulu i una a Mindanao central).

## El Front Islàmic d'Alliberament Moro
Hashim Salamat, cofundador del MNLF, tenia profundes desavinences ideològiques amb Nur Misuari a qui acusava de no buscar objectius veritablement islàmics, i va intentar treure-li el control de l'organització, i en no aconseguir-ho, i pressionat per uns 50 ulemes, fou expulsat del grup en 1977 i va formar el MNLF-Comitè Central, guiat pels principis islàmics i que tenia el suport dels taung, mentre el MNLF de Nur Misuari tenia el suport dels Maguindanaos i els tausung de Sulu i era laic i parcialment favorable a l'autonomia.
Tot i que l'alto el foc es va esfondrar a bona part del sud abans que s'acabés l'any, els combats no es van apropar mai més al nivell d'intensitat experimentat abans de 1976. Eleccions a les dues assemblees autònomes es van fer el 1979, també boicotejades pels moros i musulmans i es van posar en marxa governs amb reduïts poders i baixa legitimat, que foren poc efectius i no van resoldre el problema.
El 1984 el MNLF-CC va agafar formalment el nom de Front Islamic d'Alliberament Moro, i a mesura que continuaven les negociacions del MNLF amb el govern i el MILF mantenia les operacions armades contra el govern i els seus aliats al sud, el nombre de membres del MNLF descendia i el MILF va superar ràpidament al seu rival laic-nacionalista en poder de foc i de base suport. A finals de la dècada de 1980, el govern filipí es va reunir simultàniament amb el MILF i l'MNLF com a estratègia per agreujar les tensions entre les dues organitzacions i dividir el moviment separatista Moro.

### Final de la dictadura de Marcos
El 1986 la Revolució del Poder Popular amb el suport d'una part de l'exèrcit va enderrocar la dictadura de Ferdinand Marcos, que marxà a l'exili. El setembre Misuari va tornar al país, es va entrevistar amb la nova presidenta Cory Aquino a Sulu, i es va arribar a un acord per negociar a Jeddah (Aràbia Saudita) sota els auspicis de l'Organització de la Conferència Islàmica (OIC). Les negociacions van durar fins que el gener de 1987 i el MNLF va acceptar l'oferta del govern filipí de semiautonomia mentre una nova constitució va establir provisions per l'establiment d'una zona autònoma al sud de les Filipines i a la regió de la Cordillera (al nord). El gener de 1987, el MILF va dur a terme atacs a tot Mindanao per demostrar la seva força i obligar el govern a negociar seriosament amb el MILF, i després d'una treva no oficial, les converses es van reiniciar.
El MILF no va acceptar els acords i va anunciar que es mantindria en guerra. Amb la desmobilització del MNLF, prop de vint mil combatents van quedar sota control dels comandaments del MILF. Un sector descontent del MNLF que volia continuar amb la lluita armada, liderat per Abdurajak Abubakar Janjalani va formar en 1991 el grup Abu Sayyaf establint la seva àrea d'influència a Mindanao, Basilan, a l'arxipèlag Sulu ia Tawi-Tawi.

### Establiment de la Regió autònoma de Mindanao
Finalment es va establir la regió autònoma (Autonomous Region of Muslim Mindanao, ARMM) i a les eleccions del febrer de 1990 per a l'executiu de l'assemblea autònoma va triomfar el candidat governamental Zacaria Candao (membre de fet del MNLF de Misuari). Un referèndum sobre l'autonomia a 13 províncies (el MNLF en reclamava 23) fou rebutjat, ja que degut a la forta emigració, els musulmans (que el 1903 eren el 73% de la població) només formaven llavors el 28% dels habitants del sud i encara en descens), i el vot favorable només va guanyar a quatre províncies i encara no veïnes: Lanao del Sud, Maguindanao, Tawi-Tawi i Sulu, que finalment foren les que van formar la regió autònoma.
A l'octubre es van transferir a la ARMM algunes competències. Nur Misuari seguia a l'Aràbia Saudita; la pau formal no es va signar fins al novembre de 1993 i els darrers rebels del seu grup no van entregar les armes fins al 1994.

### Acord de pau
Fidel Valdez Ramos va negociar amb el MNLF a Trípoli i el desembre de 1995 es va signar un altre acord, ja que el govern filipí buscava el suport d'aquest grup, però al mateix temps hi va haver enfrontaments amb la milícia cristiana Ituman, ja que els cristians del sud quedaven inclosos en la SZOPAD Special Zone of Peace and Development. El 1996 el MNLF es va aliar al grup cristià Ilaga per promoure el desenvolupament al sud de les Filipines però el MILF no participava d'aquestes iniciatives i la lluita era cada vegada més sagnant. La cort suprema filipina va desafiar els acords als quals el president havia arribat que van esdevenir quasi paper mullat. El 1996 es va establir el Southern Philippines Council for Peace and Development (SPCPD), òrgan del que la direcció va quedar en mans del MNLF. Els acords de pau establien la regió autònoma sobre tretze províncies després d'un referèndum i la integració de 7500 dels seus soldats a l'exèrcit.
L'agost de 1996 Nur Misuari i el president Fidel Valdez Ramos es van entrevistar com a pas previ a la signatura definitiva de la pau que fou signada solemnement a Manila l'1 de setembre de 1996. L'1 de setembre de 1996 Misuari fou elegit governador de la ARMM (era l'únic candidat) i va prendre possessió el 20 de setembre. El 22 d'octubre va assolir també la direcció del SPDCD. Durant el 1996 prop de 5.000 rebels van ser integrats en les Forces Armades filipines.

### Alto-el-foc del govern amb el MILF

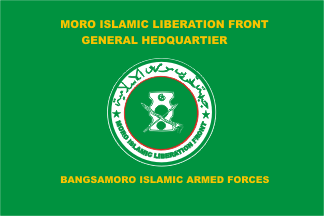
bandera al quater d'Abubakar

L'exèrcit va llançar una ofensiva contra el MILF del 21 al 24 d'octubre de 1996 causant la mort de 33 rebels i el govern va anunciar un alto el foc unilateral de 60 dies el 28 de novembre que entraria en vigor l'1 de desembre.
Representants del govern i del MILF van iniciar les negociacions de pau el 7 de gener de 1997 i els representants del govern i del MILF van signar un acord d'alto el foc a Cagayan de Oro el 18 de juliol de 1997, i el cessament de les hostilitats militars va entrar en vigor el 21 de juliol de 1997. En aquest temps uns dos mil combatents més del MNLF van passar al MILF.
El juliol de 1998, Joseph Estrada després de ser investit com a president de la república filipina va prometre mantenir converses amb el MILF, que es van inicar l'any següent. El desembre de 1998 Jalanjani, cap d'Abu Sayyaf, va morir en combat a Basilan.
El març de 1999 s'havien de fer eleccions per l'executiu de la ARMM però foren posposades per la situació de violència. Van circular notícies sobre un acord entre el MILF i el Front nacional Democràtic (comunista). Misuari es va entrevistar amb Hashim Salamat, el cap del MILF, al seu quarter de Abubakar a la selva, però sense cap resultat concret. Els trencaments de l'alto el foc van continuar i en abril de 2000 Estrada va ordenar una ofensiva total contra el MILF després que els membres del grup fossin culpats del bombardeig d'un transbordador a l'illa de Mindanao, i en juny del 2000 el MILF va acabar les converses de pau amb el govern després que les tropes van atacar la seva base principal, el camp Abubakar les converses es van aturar, i els combats es van intensificar i estendre a tres províncies musulmanes del sud.
L'agost del 2001 es va fer un referèndum per expandir l'ARMM però de les 15 províncies i 9 ciutats consultades (cobertes per la SZOPAD) només 5 províncies i 1 ciutat van votar a favor. Quan poc després es van fer les eleccions Misuari fou desplaçar pel candidat de la nova presidenta Gloria Macapagal Arroyo, Misuari va tornar a les armes i va iniciar atacs a les tropes del govern abans de fugir cap a Malàisia, però allí fou arrestat i entregat al govern filipí i fou empresonat. La lluita va continuar intermitentment (incloent un atac de l'exèrcit a Abubakar)

## Negociacions de 2007-2008
El març del 2007 el govern de Gloria Macapagal Arroyo va oferir als moros el dret a l'autodeterminació i en 2008 es van arribar a un consens per ampliar la zona d'autonomia dels musulmans, però fou aturat pel Tribunal Suprem va aturar la signatura de l'acord i van tornar els combats, matant 60 civils i cremant granges i cases, obligant les tropes a llançar una ofensiva que va desplaçar a més de 500.000 persones a les zones musulmanes. L'agost el govern va desistir de l'acord i en setembre van finalitzar les converses després que la violència es va intensificar a Mindanao.

## Negociacions de 2011-2014
L'administració de Benigno Aquino va reprendre les negociacions el febrer de 2011, després que els rebels anunciessin que ja no buscaven la secessió de les Filipines, tot i que van fer atacs esporàdics contra les forces governamentals a diverses zones de Mindanao malgrat l’acord d’alto el foc existent. El 15 d’octubre de 2012, el govern de les Filipines va signar l'Acord marc sobre Bangsamoro, que proposava establir el Bangsamoro per substituir la regió autònoma al Mindanao musulmà, i el 24 de gener de 2014, la negociadora en cap del govern filipí, Miriam Coronel Ferer, i el negociador en cap del MILF, Mohagher Iqbal, van signar l’acord de pau a Kuala Lumpur, i ratificat en 15 d'octubre a Manila pel president de les Filipines Benigno Aquino, del president de la MILF Ahod Balawag Ebrahim, amb el testimoni del primer ministre de Malàisia, Najib Razak.

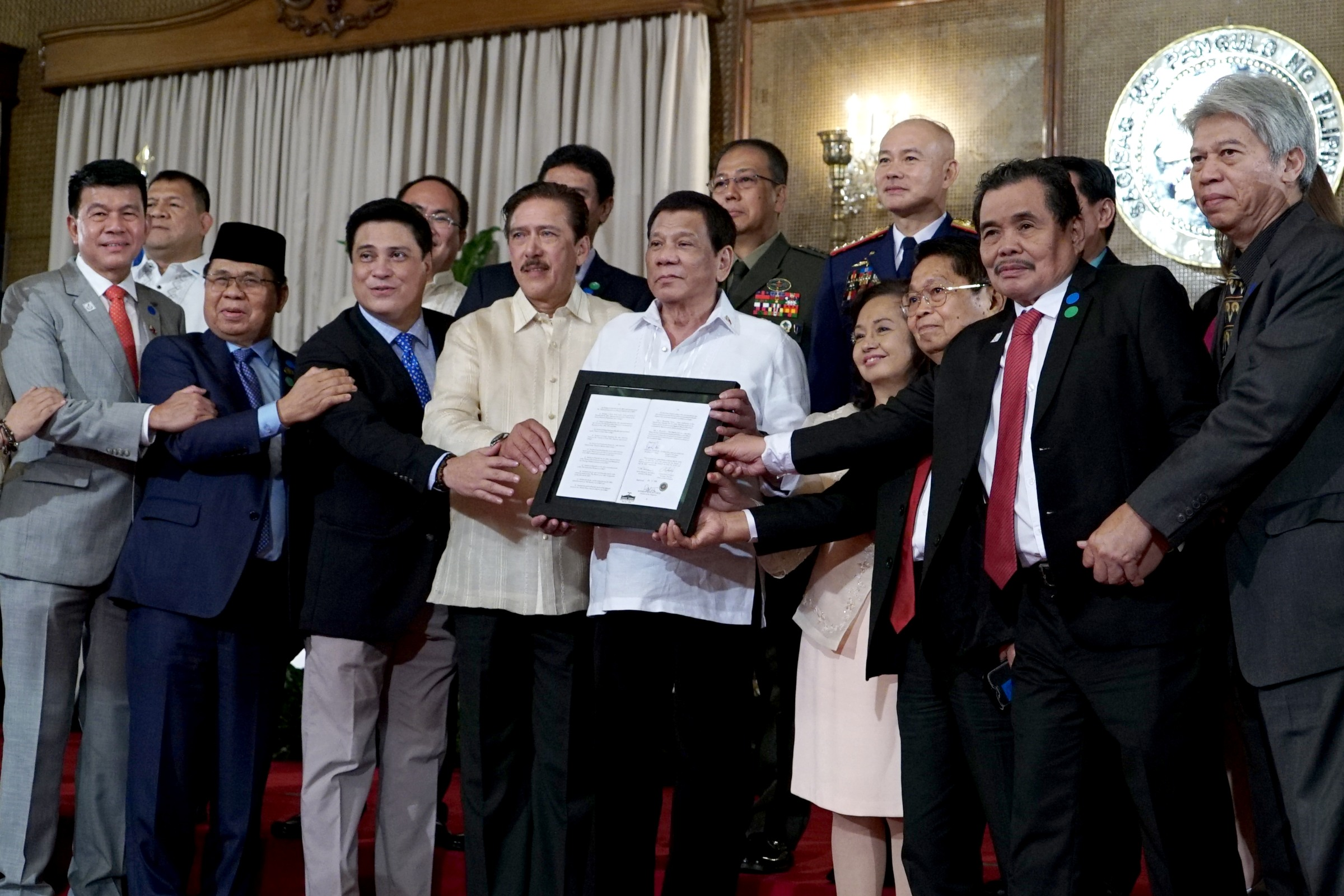
El president Rodrigo R. Duterte posa per a una foto amb els legisladors i negociadors en el procés de pau amb el Front Islàmic d'Alliberament Moro, així com alts càrrecs de les Forces Armades de Filipines i la Policia Nacional de Filipines durant la presentació del Bangsamoro Llei Orgànica (BOL) al MILF al Palau de Malacañan el 6 d'agost de 2018.

El 26 de juliol de 2018 el govern de les Filipines encapçalat per Rodrigo Duterte va establir la Llei Orgànica de Bangsamoro va abolir la Regió Autònoma del Mindanao musulmà (ARMM) i va preveure l'estructura bàsica de govern de Bangsamoro, seguint els acords establerts a l'Acord global sobre l'acord de pau de Bangsamoro signat entre el govern de Filipines i el Front Islàmic d'Alliberament Moro el 2014.

## Referèndum de 2019
La llei per la que es crea una nova regió autònoma musulmana al sud de les Filipines es va ratificar en un referèndum el 21 de gener i el 6 de febrer de 2019, el president de les Filipines, Rodrigo Duterte, va nomenar Ahod Balawag Ebrahim com a ministre en cap per administrar l'Autoritat de Transició de Bangsamoro fins al juny de 2022, quan el s'espera que s'acabi el procés de normalització.